# Преньї-Шамбезі
Преньї-Шамбезі (фр. Pregny-Chambésy) — громада  в Швейцарії в кантоні Женева.

## Географія
Громада розташована на відстані близько 130 км на південний захід від Берна, 6 км на північ від Женеви.
Преньї-Шамбезі має площу 3,2 км², з яких на 70,5% дозволяється будівництво (житлове та будівництво доріг), 15,4% використовуються в сільськогосподарських цілях, 13,2% зайнято лісами, 0,9% не є продуктивними (річки, льодовики або гори).

## Демографія
2019 року в громаді мешкало 3775 осіб (+3,4% порівняно з 2010 роком), іноземців було 50,4%. Густота населення становила 1165 осіб/км².
За віковим діапазоном населення розподілялося таким чином: 24,3% — особи молодші 20 років, 58,4% — особи у віці 20—64 років, 17,4% — особи у віці 65 років та старші. Було 1239 помешкань (у середньому 2,8 особи в помешканні).
Із загальної кількості 700 працюючих 13 було зайнятих в первинному секторі, 24 — в обробній промисловості, 663 — в галузі послуг.